# Servikon
Servikon (po rodjenju tvom) (serbisch-kyrillisch Сервикон (по рођењу твом) für Servikon (nach der Niederkunft)) ist ein Gesangsstück in altserbischer Sprache aus dem Spätmittelalter, das in der Tradition byzantinischer christlich-orthodoxer liturgischer Kompositionen für den Feiertag Mariä Reinigung (serbisch: Ваведеније Богородице/Vavedenije Bogorodice) komponiert wurde, und zu diesem Anlass auch gesungen wird.
Das Servikon ist ein Sticheron aus christlich-orthodoxer, serbischer Hand, dessen älteste erhaltene Schriftquelle aus dem Jahr 1553 stammt. Der oder die Komponisten und der genaue Ort, an dem das Sticheron entstand, sind nicht bekannt. Einige Historiker gehen davon aus, dass die Handschrift aus dem von der serbisch-orthodoxen Kirche verwalteten Kloster Hilandar der Mönchsrepublik Athos stammt, in dem einige Stücke durch Serben komponiert wurden. Es ist eines der wenigen Stichera, die aus dem Spätmittelalter nach dem Einfall der Osmanen in das christliche Südosteuropa erhalten geblieben sind. Das Sticheron wurde über Neume, wie aus Randnotizen der erhaltengebliebenen mittelalterlichen kyrillischen Schriftstücke christlich-orthodoxer Geistlicher rekonstruiert.
Dragoslav-Pavle Aksentijević (serbisch-kyrillisch Драгослав-Павле Аксентијевић) stellt das christlich-orthodoxe Loblied im Album Muzika stare Srbije (serbisch-kyrillisch Музика старе Србије) vor. Das Gesangsstück dauert etwa zwei Minuten und zehn Sekunden.
Weitere bekannte Interpreten des Gesangsstücks sind Dimitrije Stefanović und der Belgrader Chor Beogradski madrigalisti.